# 이진 (1980년)
이진(李眞, 1980년 3월 21일 ~ )은 대한민국의 가수이자 배우이다.

## 학력
- 서울대도초등학교 (졸업)
- 진선여자중학교 (졸업)
- 은광여자고등학교 (졸업)
- 경기대학교 연기학과 (졸업)

## 생애

### 핑클 데뷔
이진의 데뷔에는 같은 핑클의 멤버이자 동갑내기 친구인 옥주현이 도움을 줬다. 이미 핑클의 소속사 DSP 엔터테인먼트에 합류한 옥주현은 사장인 이호연에게 이진을 추천했다. 이진은 정식으로 소속사의 오디션을 보았다. 참가곡은 에코의 〈행복한 나를〉이다. 이후 핑클은 1998년 5월 12일 공중파 데뷔를 했고, 4장의 정규 앨범, 2장의 스폐셜 음반을 발매하면서 대한민국 대표 여자 그룹으로 성장했다.

### 연기의 시작
2002년 소속 그룹 핑클이 개인 활동을 시작하면서, 이진은 이전부터 관심이 있던 연기에 눈을 돌렸다. 이진은 핑클 멤버로 가수 데뷔를 하기 전에 연기 학원에 다닌 경험이 있으며 실제로 MBC 《경찰청 사람들》, KBS 단막극 등에 출연을 한 경험이 있다. 당시 시기에 맞물려 MBC의 인기 시트콤 《뉴 논스톱》이 종영하면서, 《논스톱3》가 제작됐고 이진은 《논스톱3》에 출연을 하게 됐다.

### 소속사 이적
2005년 7월 이진은 핑클 데뷔 이후부터 함께해 온 소속사 DSP 엔터테인먼트에서 스타제이 엔터테인먼트로 이적했다. 당시 이진은 핑클 공식홈페이지를 통하여 이적의 사실을 밝힌 적이 있다. 2009년 3월, '스타제이 엔터테인먼트'와의 계약 만료로 코어콘텐츠미디어로 이적했다. 2011년 7월에 이진은 성유리가 소속되어 있는 킹콩엔터테인먼트와 전속계약을 체결했다.

### 배우 활약
2005년 가을, 이진은 출연 중인 모든 예능프로그램에서 하차했다. 2006년 MBC 《베스트극장》 - 〈사고다발지역〉에서 오연주 역을 연기했다. 이후 2007년 SBS 대하사극 드라마 《왕과 나》에서 정현왕후 역으로 열연하여 큰 호평을 받았다. 2008년《전설의 고향 - 환향녀》에 출연했으며, 독립 영화《병든 닭들의 사랑, 가난해도...》에 출연하며 스크린 데뷔, 2009년 출연한 MBC 수목드라마 《혼》에서는 정신분석 상담의 이혜원 역을 연기했다. 2010년에는 SBS 사극 《제중원》에 기태영과 함께 특별출연했고 2011년 KBS 수목드라마 《영광의 재인》에 영업실 대리 차홍주역으로 캐스팅되었다.

### 예능 컴백과 영화감독 데뷔
2010년 7월 이진은 SBS 《일요일이 좋다 - 영웅호걸》로 예능에 컴백했다. 영웅호걸에서 이진은 '가요계 대선배' '걸그룹의 조상'이라는 별명을 얻으면서 지난날 예능에서의 통통 튀는 캐릭터가 아닌 착하고 예쁘면서 지루하고 허당적인 자신만의 독특한 캐릭터로 인기를 끌었다.
이진은 2011년 1월 영웅호걸 '영화만들기' 편에서 '제1회 롯데 스마트폰 영화제' 출품 후보작으로 못팀이 제작한 영화 '하늘 위로'의 감독을 맡아서 영화감독 데뷔를 하였다. '하늘 위로'는 '영화만들기'편에서 영화의 심사를 맡은 이호재 감독에게 30점 만점에 27점을 받는등 호평을 받았으나 영화학생들의 투표에서 잘팀의 영화 '초대받지 못한 손님'에 밀려서 출품은 되지 못했다.

## 연기 활동

### 드라마
| 연도 | 방송사 | 제목                              | 역할     | 비고         |
| ---- | ------ | --------------------------------- | -------- | ------------ |
| 1997 | MBC    | 경찰청 사람들 - 수억기업을 위하여 | 이경애   | 193화        |
| 1997 | KBS1   | 신세대 보고 - 어른들은 몰라요     |          | 110화, 116화 |
| 2002 | MBC    | 논스톱3                           | 이진     | 303부작      |
| 2006 | MBC    | MBC 베스트극장 - 사고다발지역     | 오연주   | 1부작        |
| 2007 | SBS    | 왕과 나                           | 정현왕후 | 63부작       |
| 2008 | KBS2   | 2008 전설의 고향 - 환향녀         | 수연     | 1부작        |
| 2009 | MBC    | 혼                                | 이혜원   | 10부작       |
| 2010 | SBS    | 제중원                            | 영인     | 특별출연     |
| 2011 | KBS2   | 영광의 재인                       | 차홍주   | 24부작       |
| 2012 | SBS    | 대풍수                            | 왕영지   | 아역         |
| 2013 | SBS    | 출생의 비밀                       | 이선영   | 18부작       |
| 2013 | MBC    | 빛나는 로맨스                     | 오빛나   | 122부작      |

### 영화
| 연도 | 제목                       | 역할    | 비고 |
| ---- | -------------------------- | ------- | ---- |
| 2009 | 병든 닭들의 사랑, 가난해도 | 미순 역 |      |
| 2011 | 하늘위로                   | 감독    |      |

### 예능
- KBS 《TV는 사랑을 싣고》 - 황수정 역
- SBS 《뷰티풀 선데이》
- MBC 《느낌표!》 - 〈아빠의 밥상〉
- KBS 《자유선언! 오늘은 토요일》 - 〈운수 좋은 날〉, 〈용호상박〉
- KBS 《쇼 파워 비디오》
- SBS 《야심만만》(94회, 95회)[12]
- SBS 《일요일이 좋다 - 《X맨(4,43기)》, 《대결! 반전 드라마》
- ETN 《백만장자의 쇼핑백》
- MBC 《일요일일요일밤에 - 단비》 1056, 1057회
- KBS 2 《해피투게더 시즌3》 170회
- SBS 《일요일이 좋다 - 영웅호걸》
- JTBC 《캠핑클럽》

### 뮤직비디오
- 2007년 데이라이트(DAYLIGHT) - 머리를 자르고[13]

### 광고
- 2002년 CJ제일제당《쁘띠첼》[14]
- 2008년 화장품 《비오템》
- 2014년 화장품 《사임당》
- 2019년 롯데하이마트

## 수상 및 후보
| 연도 | 시상식                     | 부문                             | 작품          | 결과 |
| ---- | -------------------------- | -------------------------------- | ------------- | ---- |
| 2002 | MBC 방송연예대상           | 시트콤부문 여자 신인상           | 논스톱 3      | 수상 |
| 2012 | SBS 연기대상               | 드라마스페셜부문 여자 특별연기상 | 대풍수        | 수상 |
| 2014 | 제7회 코리아 드라마 어워즈 | 여자 우수상                      | 빛나는 로맨스 | 후보 |
| 2014 | MBC 연기대상               | 연속극부문 여자 최우수연기상     | 빛나는 로맨스 | 후보 |

## 홍보대사
- NGO 월드투게더 홍보대사[15]
- 동티모르 어린이 돕기 홍보대사[16]

## 가족 관계
- 아버지: 이태희 (1945년 ~ )
- 어머니 : 박노숙 (1947년 ~ )
- 배우자 : 미상 (1974년 ~ )

## 같이 보기
- 핑클
- 이효리
- 옥주현
- 성유리
- 김유미